# シュリンカー (フィクション)
シュリンカー（Shrinker）とは、フィクションにおいて現実離れしたサイズに、体が小さくなったキャラクターのことを指す。一般的な呼び名ではなく、自らの身体が縮小した状態を妄想するフェティシズムを内包した呼び名である。小さくなる原因は多岐に亘り、時には小さくなるシチュエーションも重要であることも多い。それ故に、小人や妖精のような元々小さな体であるものは含まれない。

## 概要
英語における「shrinker」は単語「shrink」からきている。shrink という単語は閉鎖された空間ごと縮んだ状態を表したものであり、shrinker はそうした状態を取り扱うものを言う。梱包用機器のシュリンカーという名称もこのイメージからきている。このようなイメージを持つ単語が、フェティシズムと結びついたのは、1957年公開の映画「縮みゆく人間」（原題：The Incredible Shrinking Man）で物理的な身体縮小の意味に使用されたことが大きなきっかけとなった。この作品以前にも体が小さくなった人間を扱った小説などはあったが、映像化されたことと映画そのものの興行もあり、縮みゆく人間の映画上映がきっかけとなったと言っても過言ではない。
また後に、物質縮小光線を発明したマッドサイエンティストが主人公のSFテレビドラマ「Dr.シュリンカー」（en）が1976年から1977年にかけてアメリカで放映された。この番組が shrinker と言う単語と、物理的な身体の縮小という現象を直接的に結んだ作品であり、その意味においてフェティシズムのエポックメイキングと言える。
日本の商業媒体で公表された作品では、秋田書店の漫画雑誌『週刊少年チャンピオン』2017年32号の表紙で読み切り『逆神サマが憑いている!』（潮里潤）を「JK巫女❤︎桃色シュリンカーコメディ」のキャッチコピーで紹介した事例が挙げられる。

## 概念
フェティシズムの一種とは言え、現実には有り得ないシチュエーションであるため結果的にフィクション上の描写にしか依拠すべきものが存在しない。もっとも、近年ではシュリンカーを主な対象としていると思われるCCDカメラや内視鏡を使用して女性の体を至近距離で撮影する「接写」シチュエーションのアダルトビデオが登場している。

### 基本的なシチュエーション
体の縮小に伴い無力な存在となってしまったシュリンカーに対して、異性が救いの手を差し伸べるシチュエーションがフィクションでは多く描かれる。これに対して、異性がシュリンカーを虫けら同然に踏み潰す・握り潰す・食べると言った一種のマゾ的シチュエーションを好む者も少なくない。もっとも、後者は巨大娘に対して求められているものと近似しており、相対的関係が成立していれば相手が巨大なのか自分が小さいのかは問わないと言う場合が往々にして見られる。
また、フィクションでは相手がシュリンカーの存在に気付かないまま日常的に行った行動（着替え・食事・その他にも手足を動かすと言った動作全般）の結果、シュリンカーがアクシデントに巻き込まれるシチュエーションも多く描かれる。一時期の少年漫画誌（特に月刊誌）では、シュリンカーが女性の着替えや入浴を覗いたり服の中を這い回るシチュエーションやローアングルからスカートの中を故意または無意識に見上げるシチュエーションも描かれることが多かった。

### 少女漫画におけるシュリンカー
少女漫画では、主人公が魔法使い（魔法少女の場合、自身の魔法やアイテムの力）や妖精によって小さくなるシチュエーションが描かれることが多い。魔法少女が主人公の場合は小さくなって「お目付役」の妖精や小動物と同じぐらいの大きさになることでメリットを享受し、特殊能力を持たない普通の少女が主人公の場合は小さくなってパニック状態に陥っている所を男子生徒に助けられると言う描写が多く見られる。後者の多くは、複数回にわたってテレビドラマ化された（少女漫画ではないが）内田春菊「南くんの恋人」に影響を受けているようである。

## 主な作品
※一部、成年向け（18歳未満販売禁止）の物が含まれる。

### 漫画
- マイクロボーイ（荒川貴史）
- どっきりマイクローン（今西まさお）
- 陰陽天女（みなみりょうこ）
- ちっちゃくたってえっち!（武林武士）
- 南くんの恋人（内田春菊）
- ニニンがシノブ伝（古賀亮一）
- 地獄先生ぬ〜べ〜（原作：真倉翔・作画：岡野剛）
- ドラえもん（藤子・F・不二雄、多数）
- こちら葛飾区亀有公園前派出所（JC第43巻「罰当たり! 両さんの巻」）
- ああっ女神さまっ 小っちゃいってことは便利だねっ（藤島康介）
- 俊平　1/50（山本貴嗣・監修：柳田理科雄）
- ミラクル・ミミちゃん（島貴子）
- 姫ちゃんのリボン（水沢めぐみ）
- To LOVEる -とらぶる-（長谷見沙貴・矢吹健太朗）

### 小説
- 不思議の国のアリス（ルイス・キャロル）
- スプーンおばさん（アルフ・プリョイセン）
- 家畜人ヤプー（沼正三）
- スモール・ワールド（タビサ・キング）
- 一寸法師の悪夢（藤川桂介）
- コビトとハイヒール: マクロフィリア＆アルトカルシフィリア（葉桜夏樹）

### アニメ・アニメ映画
- パワーパフガールズ（第47話「ちっちゃくなあれ」）
- カードキャプターさくら（第24話「さくらの小さな大冒険」）
- しゃくがんのシャナたん（「灼眼のシャナ」DVD初回特典）
- 小さな巨人 ミクロマン
- チックンタックン（第6話「ミクロの決死圏! とんでも大レース」）
- トラブルチョコレート（第17話「ミニミニアドベンチャー」）
- 魔法のエンジェルスイートミント（第29話「プラムのミクロ探検隊」）
- YAT安心!宇宙旅行（第2期第4話「モニカ小さくなる!」）
- 星のカービィ（第63話「師走のカゼはつらいぞい!」）
- ぷるるんっ!しずくちゃん あはっ☆（第42回Aパート「しずくちゃん絶体絶命!?」）
- GO-GO たまごっち!（第20回Aパート「あれあれ??もりぱくコフレミクロ団??」）
- ポケットモンスター サン&ムーン（第83話「サトシ、ちいさくなる」）
- 劇場版オバケのQ太郎 とびだせ! 1/100大作戦
- クレヨンしんちゃん（第367回Aパート「縮みゆくしんのすけ」）
- わがまま☆フェアリー ミルモでポン!（第5話「ミニミニ楓の大冒険」）
- ケロロ軍曹（第10話「決戦!第三大臼歯 であります」）
- ここたまシリーズ
  - かみさまみならい ヒミツのここたま（第98話「びっくり!こころの小さな誕生日」）
  - 映画 かみさまみならい ヒミツのここたま 奇跡をおこせ♪テップルとドキドキここたま界
  - キラキラハッピー★ ひらけ!ここたま（第43話「はるかの誕生日まもり隊！」）
- プリキュアシリーズ
  - Yes!プリキュア5GoGo!（第32話「小さな小さな大冒険!」）
  - スマイルプリキュア!（第11話「プリキュアがチイサクナ〜ル！？」）

### 実写
- 縮みゆく人間
- ミクロキッズ
- ドラマ「コワイ童話」親ゆび姫（TBS）

### コンピュータゲーム
- ファイナルファンタジーIII（スクウェア）
- ソル・モナージュ（アイレム）
- みにまむなのにっく（NECホームエレクトロニクス）
- 6インチまいだーりん（KID、アダルトゲーム版はアイル）
- マリオパーティDS（任天堂）
- OH!! マイクロマン 〜小さくなって女の子の色んなトコロに入っちゃお!〜（MBS TRUTH）
- SAEKO: Giantess Dating Sim（HYPER REAL）